# Kenny Harrison
Kenny Harrison (* 13. Februar 1965 in Milwaukee als Kerry Lorenzo Harrison) ist ein ehemaliger US-amerikanischer Leichtathlet. Er war der zweite Dreispringer der Welt, der über 18 Meter sprang.
Bei den US-Trials für die Olympischen Spiele 1988 wurde Harrison Sechster. 1990 war er Weltjahresbester mit einer Weite von 17,93 m. 1991 gewann Kenny Harrison acht von acht Wettkämpfen. Der wichtigste Sieg war der bei den Weltmeisterschaften in Tokio. Er gewann mit der Weltjahresbestleistung von 17,78 m, hatte aber nur drei Zentimeter Vorsprung auf Leonid Woloschin aus der Sowjetunion.
In den kommenden Jahren litt Harrison immer wieder unter Verletzungen. Er konnte sich auch 1992 nicht für die Olympischen Spiele qualifizieren und war bei den Weltmeisterschaften 1993 in Stuttgart mit 17,06 m Zehnter.
Nach fünfzehn Monaten Verletzungspause kehrte Kenny Harrison 1996 bei den US-Trials zurück und gewann mit einem einzigen gültigen Sprung, der, allerdings mit zu viel Rückenwind, bei 18,01 m landete. Bei den Olympischen Spielen 1996 in Atlanta sprang Harrison mit 18,09 m seine persönliche Bestleistung und konnte damit den britischen Weltrekordler Jonathan Edwards schlagen, der auf 17,88 m kam.
Bei den Weltmeisterschaften 1997 in Athen kam Kenny Harrison mit 17,05 m auf Platz 9.